# 1 Konna Brygada (UHA)
1 Konna Brygada, Кінна бригада УГА – jedyna brygada kawalerii, walcząca w składzie Armii Halickiej.
Utworzona została w czerwcu 1919 w Stryju, z zapasowego pułku konnego. W jej skład wchodziło dwa pułki konne. Jej dowódcą został mjr Edmund Szeparowycz. Brygada weszła w skład III Korpusu Armii Halickiej. Brała udział w wojnie polsko-ukraińskiej.
W lipcu 1919, po przekroczeniu Zbrucza, weszła w skład grupy gen. Antina Krawsa armii URL. Składała się wtedy z trzech pułków konnych, strzeleckiego kurenia młodzieżowego, kompanii dowodzenia i ośrodka zapasowego.
W marcu 1920 Brygada weszła w skład Czerwonej Ukraińskiej Armii Halickiej, przeformowana w 3 Czerwony Halicki Pułk Konny.
6 kwietnia 1920 pułk zbuntował się, zaatakował wojska radzieckie, zajął Tyraspol, a następnie po długim marszu 6 maja połączył się z armią Ukraińskiej Republiki Ludowej, jako 5 Chersoński pułk konny.